# Edward Adrian Wilson
Pour les articles homonymes, voir Edward Wilson et Wilson.
Edward Adrian Wilson, surnommé « oncle Bill », (23 juillet 1872 à Cheltenham-29 mars 1912, Antarctique) est un explorateur polaire britannique, médecin, naturaliste, peintre et ornithologue.

## Biographie
Né à Cheltenham le 23 juillet 1872, Wilson est le cinquième enfant d'Edward Thomas Wilson et de sa femme Mary Agnes, née Wishaw. Il est diplômé du Gonville and Caius College en 1894, en sciences naturelles. Il étudie ensuite la médecine à Londres, au St George's, Université de Londres, et se porte volontaire dans les quartiers pauvres de Battersea dans son temps libre.
Le 16 juillet 1901, il épouse Oriana Fanny Souper, trois semaines avant de partir en Antarctique en tant que membre de l'expédition Discovery de Robert Falcon Scott.
Il fait partie des expéditions polaires Discovery (de 1901 à 1904) et Terra Nova (de 1910 à 1912) de Robert Falcon Scott. Il trouve la mort, lors de cette dernière, avec toute l'équipe de Scott composée de cinq hommes, en revenant du pôle Sud où ils avaient découvert qu'Amundsen et ses hommes les avaient précédés.

## Expédition Discovery
De 1901 à 1904, Wilson tient le rôle de second médecin, zoologiste, et artiste de l'expédition Discovery. Le 2 novembre 1902, avec Robert Falcon Scott et Ernest Shackleton, il s'engage dans un voyage qui a pour objectif d'aller le plus loin possible vers le sud. Le 30 décembre 1902, ils atteignent le « Farthest South » à 82°17'S. Le trajet retour est désastreux, avec les chiens morts et Shackleton sévèrement atteint de scorbut. Ils atteignent finalement le navire le 3 février 1903.

## Expédition Terra Nova
Le 15 juin 1910, Edward Wilson quitte Cardiff sur le Terra Nova dans le cadre de l'expédition de Terra Nova, au sein de laquelle il tient le rôle de directeur scientifique et zoologiste.
Durant l'hiver austral de 1911, il mène un voyage au cap Crozier, accompagné de Henry "Birdie" Bowers et Apsley Cherry-Garrard, dans l'objectif d'obtenir des spécimens d'embryons tirés d'œufs de manchots empereurs. Cherry-Garrard décrit ce voyage dans son œuvre Le Pire Voyage au monde.
Sélectionné par Scott pour constituer l'équipe finale du Pôle Sud, il l'atteint le 18 janvier 1912 avec ses quatre compagnons. Sur la route du retour, Edgar Evans puis Lawrence "Titus" Oates décèdent. La progression de Wilson, Scott et Bowers est interrompue par un blizzard le 20 mars 1912, à 18km d'un dépôt de nourriture ("One Ton Depot") qui aurait pu les sauver. Il meurt avec ses compagnons aux alentours du 29 mars. Leurs corps sont trouvés par une équipe de recherche le 12 novembre 1912.